# Olympische Sommerspiele 2000/Teilnehmer (Bermuda)
| Gelbes Symbol für Goldmedaillen mit stilisierten Olympischen Ringen | Graues Symbol für Silbermedaillen mit stilisierten Olympischen Ringen | Braundes Symbol für Bronzemedaillen mit stilisierten Olympischen Ringen |
| ------------------------------------------------------------------- | --------------------------------------------------------------------- | ----------------------------------------------------------------------- |
| —                                                                   | —                                                                     | —                                                                       |

Bermuda nahm an den Olympischen Sommerspielen 2000 in Sydney, Australien, mit einer Delegation von sechs Sportlern (vier Männer und zwei Frauen) teil.

## Teilnehmer nach Sportarten

### Leichtathletik
- Brian Wellman
Dreisprung: 20. Platz in der Qualifikation

### Reiten
- Mary Jane Tumbridge
Vielseitigkeit, Einzel: DNF

### Schwimmen
- Stephen Fahy
100 Meter Schmetterling: 54. Platz
200 Meter Schmetterling: 41. Platz

### Segeln
- Peter Bromby
Star: 4. Platz

- Lee White
Star: 4. Platz

- Sara Wright
Europe: 25. Platz